# Balance des pouvoirs
Pour les articles homonymes, voir balance.
 (février 2009).
Si vous disposez d'ouvrages ou d'articles de référence ou si vous connaissez des sites web de qualité traitant du thème abordé ici, merci de compléter l'article en donnant les références utiles à sa vérifiabilité et en les liant à la section « Notes et références ».
 (février 2009).
L'équilibre des pouvoirs ou balance des pouvoirs est une théorie de droit constitutionnel proche, mais distincte, de la séparation des pouvoirs. Elle fut énoncée à partir de la formation politique de la curia regis en Angleterre : le « roi en son parlement » (queen in parliament), où sont rassemblés à la fois :
- le roi ;
- des juges professionnels (qui deviendront le cabinet du roi) ;
- les lords (qui deviendront la chambre haute du parlement) ;
- à partir du XIIIe siècle, des délégués des comtés (circonscriptions urbaines) et bourgs (rurales) (qui formeront la chambre basse).

À partir de la fin du Moyen Âge (XVe), ce modèle va être théorisé pour en faire un modèle de balance des pouvoirs. Ainsi, selon Polybe, ce modèle est la forme anglaise du régime mixte, car le king ou queen in parliament réunit à la fois le roi, l'aristocratie et le peuple.[Quoi ?]
Selon Sir John Fortescue, ce modèle est le modèle idéal, car il fait du régime anglais le plus stable des régimes.

## La balance des pouvoirs et la séparation des pouvoirs
Entre les deux révolutions anglaises (1641 et 1688-1689), la théorie de la balance des pouvoirs entre le roi et les chambres va apparaître, bien que toujours valable, insuffisante. En particulier, on va exiger d'une part un contrepoids à la toute-puissance des chambres, et d'autre part que celui qui applique la loi (Oliver Cromwell) soit indépendant des chambres.
On va donc reprendre le modèle anglais :
- le pouvoir législatif est partagé entre le roi, la chambres des lords et la chambre des communes ;
- le pouvoir exécutif appartient exclusivement au roi.

N.B. : la participation du roi à la fonction législative est seulement négative : il ne peut exercer sur l'adoption des lois qu'un droit de veto, qui résulte du pouvoir de sanction du roi (le pouvoir de sanction était exercé sur les pétitions des communes, que l'on appellerait aujourd'hui projets de loi, lorsque le roi signait à la fin de la pétition « le roi le veult » ou « le roi assentira ».) Mais le dernier exercice du droit de veto remonte à la reine Mathilde en 1209, même si ce pouvoir sera reconnu au roi jusqu'au XVIIIe.
À cette séparation des pouvoirs, on rajoute ensuite la théorie accessoire des poids et contrepoids (checks and balances) qui atténue la séparation des pouvoirs. Les trois organes doivent être indépendants, mais ils possèdent également des moyens d'action les uns sur les autres :
- le roi :
  - pouvoir de dissolution de la chambre des communes ;
  - procédure de la fournée des pairs (il crée de nouveau lords qui lui sont acquis) ;
- la chambre des communes :
  - pouvoir en matière fiscale : vote de l'impôt ;
  - pouvoir en matière judiciaire : pouvoir de mettre en accusation (to impeach, d'où l'impeachment, parfois mal traduit en empêchement) les ministres si ceux-ci se sont rendus coupables de haute trahison ;
- la chambre des lords :
  - pouvoir en matière fiscale : elle partageait le vote de l'impôt avec la chambre basse jusqu'en 1911, où elle provoqua une crise institutionnelle en refusant le vote de l'impôt sur le revenu. Le roi menaça de faire une fournée des pairs et elle se soumit, perdant tout pouvoir en matière fiscale ;
  - pouvoir en matière judiciaire : rend des sentences sur la mise en accusation des ministres.

Le problème fut que le pouvoir d'impeachment fut une arme tellement forte aux mains de la chambre des communes qu'elle remit en question la balance des pouvoirs entre chambre des communes et roi.